# Monowheel

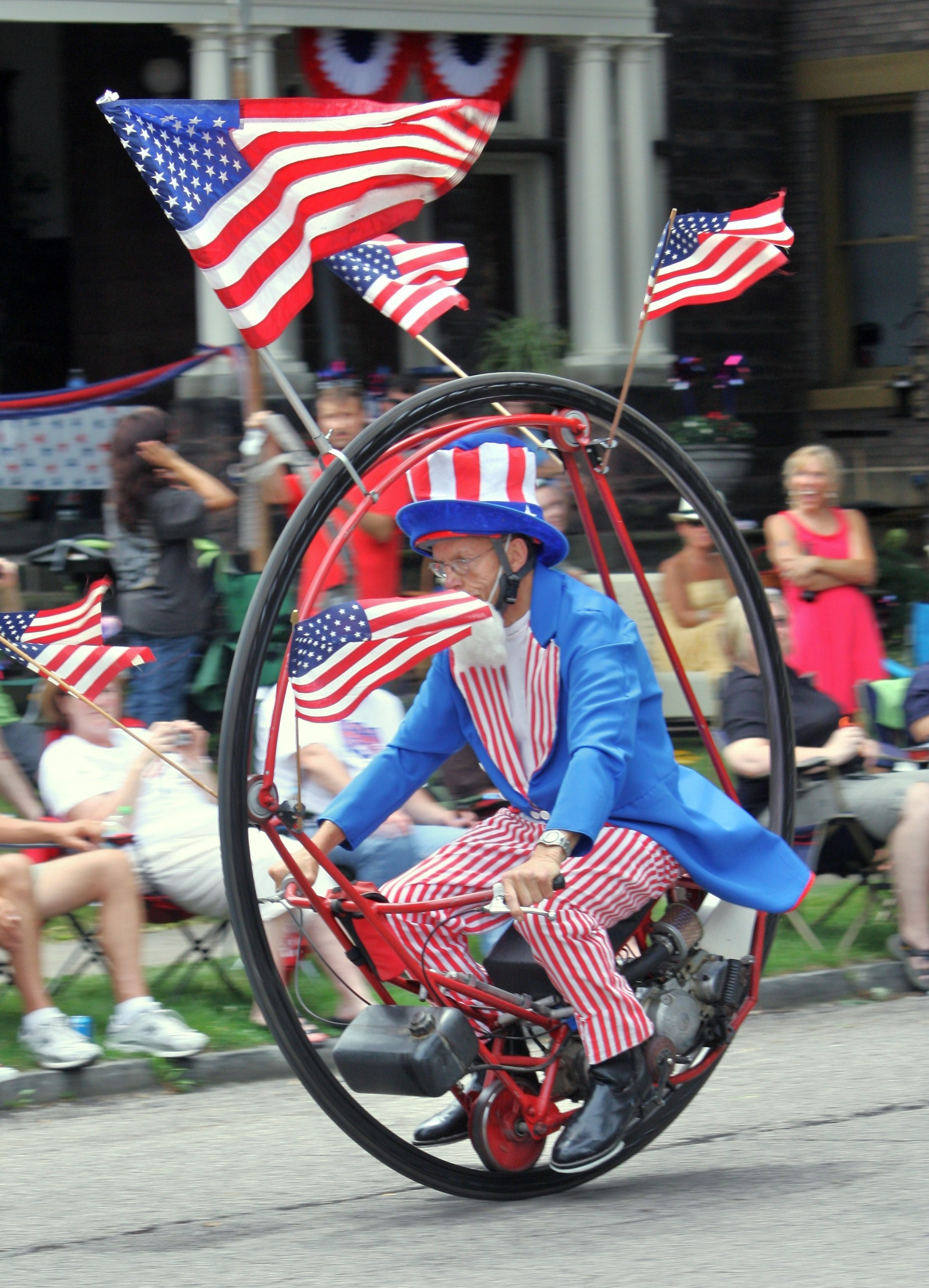
Keith Dufrane auf seinem Monowheel 2011 bei der Doo Dah Parade in Columbus, Ohio

Ein Monowheel (Monorad) ist ein meist motorisiertes Fahrzeug mit einem (äußeren) Rad. Im Unterschied zum Einrad sitzt man nicht auf dem Rad, sondern in ihm bzw. seitlich versetzt. Die Radlagerung entspricht der eines Orbitalrads. 
Sie werden heutzutage hauptsächlich zu Unterhaltungszwecken gefahren, galten aber während ihrer Pionierzeit in den 1860ern bis in die 1930er durchaus als potenziell ernst zu nehmendes Transportmittel.

## Geschichte

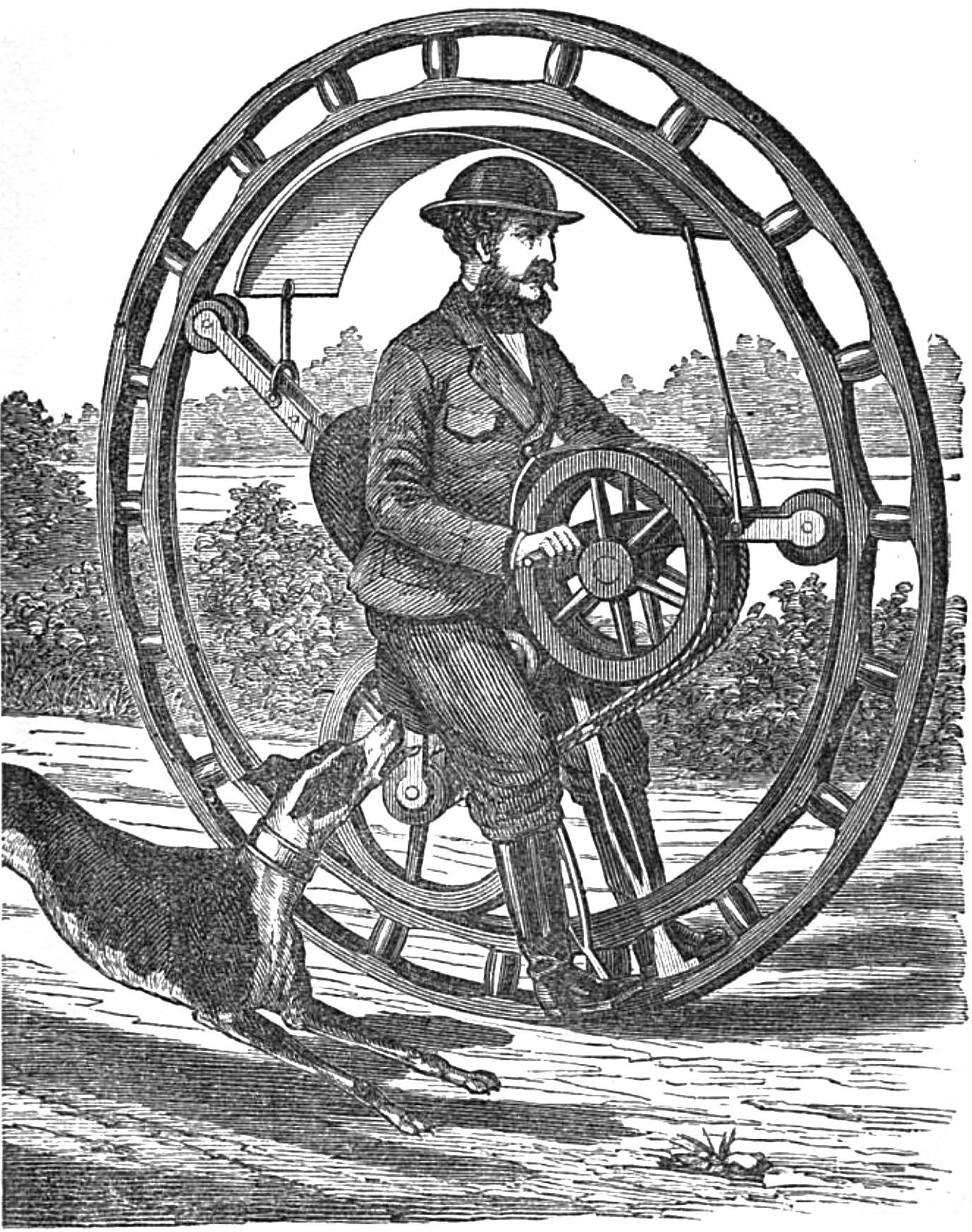
"Flying Yankee Velocipede" mit Handantrieb, patentiert 1869

Ein frühes Monowheel wurde als "Flying Yankee Velocipede" 1869 von Richard C. Hemmings in den USA patentiert. Die hölzerne Konstruktion besaß einen Handantrieb, wobei die Kraft über Seile und ein unter dem Sitz befindliches Rad auf das etwa 6 bis 8 Fuß große Außenrad übertragen wurde. Die Lenkung erfolgte entweder durch Gewichtsverlagerung oder durch Absetzen eines Fußes auf den Boden. Über dem Kopf des Fahrers befand sich eine Platte, welche die Kleidung vor herabfallendem Schlamm oder Wasser schützen sollte.
Zur gleichen Zeit patentierte G. Bergner eine weitgehend vergleichbare Konstruktion mit Handrad. Allen Green und Elisha Dyer patentierten 1869 ein Einrad, das sich deutlich von der offenen Konstruktion der anderen beiden Erfinder unterscheidet. Bei diesem Fahrzeug befindet sich auf beiden Seiten je ein Satz Speichen, die das Zentrum mit dem Außenrad verbinden. Der Fahrer sitzt innerhalb der Speichenkonstruktion und treibt das Einrad mit zwei Handkurbeln an. 
Auch in Europa wurden 1869 bereits Monowheels entwickelt. Eines davon geht auf einen französischen Handwerker namens Rousseau aus Marseille zurück. Es bestand hauptsächlich aus Metall und hatte einen Außendurchmesser von etwa 2,3 Metern. Es ist heute noch erhalten und ist im Museum Galbiati in Mailand zu sehen. Die Pedale waren starr mit einem kleineren Rad im Inneren verbunden. Dieses trieb wiederum das äußere Rad an. Die Bremse wurde über den Lenker realisiert, wobei der Fahrer den Lenker nach vorne drückte, wodurch ein Riemen einen Hebel gegen die Innenseite des Außenrades drückte.
Ein anderes 1869 in Europa gefertigtes Monowheel geht auf die Firma W. Jackson & Co. aus Paris zurück. Es sieht überraschend modern aus und besitzt nur einen Durchmesser von etwa 1,65 Metern. Der Antrieb erfolgt über ein Tretgestänge, das mit dem inneren Rad verbunden war. Das Monowheel wurde ab Februar 1869 bis zum Ausbruch des Deutsch-Französischen Kriegs 1870 mehrfach in der Radsport-Zeitschrift Le vélocipède illustra zu einem Preis von 300 Franken beworben. Da gleichzeitig auch zahlreiche andere Fahrzeuge angeboten wurden, könnte es sich bei der Firma Jackson eher um einen Händler als um einen Fabrikant handeln. Ein Nachbau befindet sich im Velorama in den Niederlanden.
In den 1880er und 1890er Jahren folgen weltweit mehrere ähnliche, pedalbetriebene Maschinen. Teilweise wurden sie auf Ausstellungen gezeigt, teilweise liegen Entwürfe als Patente vor.
1904 stellte das Haus Garavagia während der Expo in Mailand das erste motorisierte Monowheel unter dem Namen Petrol Monocycle vor. Eine kurze Beschreibung der Demonstrationsfahrt ist in der französischen Zeitschrift „La Vie de l’Automobile“, Ausgabe 23. April 1904 zu finden. Fahrer, wie auch der Benzinmotor befinden sich im Inneren des Rads und sind mit diesem über Kugellager verbunden. Die Kraftübertragung des Motors auf den Reifen erfolgt direkt über ein Ritzel, das in die gezahnte Felge des Reifen greift.

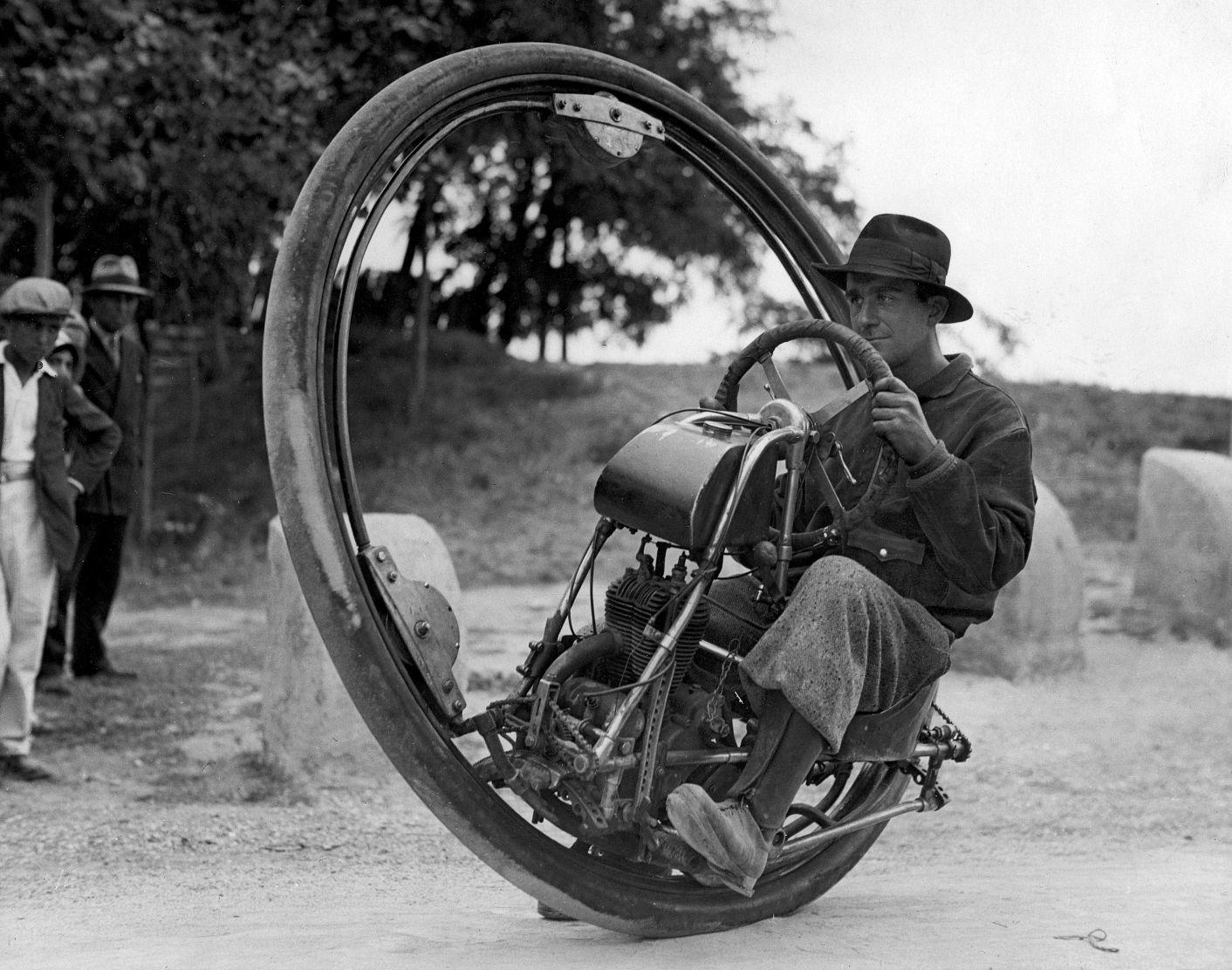
Motorisiertes Monowheel Goventosa 1931

Ein weiteres, sehr frühes motorisiertes Monowheel wurde von dem Pariser Erfinder Edison-Puton 1910 vorgestellt. Das Fahrzeug bestand aus einem über zwei Meter großen, hölzernen Laufrad. Es wurde von einem etwa 3,5 PS starken, einzylindrigen De-Dion-Motor mit 150 cm3 Hubraum angetrieben. Ein derartiges Exemplar ist im Technik-Museum Sinsheim erhalten.
In den Jahren 1912 bis 1917 folgten mehrere Modelle mit Propellerantrieb. Ab 1924 wurde ein Monowheel gebaut, bei dem das Rad leicht schräg gekippt ist, so dass der Fahrer freie Sicht nach vorne hat. Es folgten viele, meist motorisierte Modelle, aber richtig durchsetzen konnte sich davon keines. Kerry McLean baut in Amerika verschiedene Monowheels, die dort auch eine Straßenzulassung besitzen. Pedalbetriebene Monowheels wurden auch bei der Abschlusszeremonie der Olympischen Sommerspiele 2008 in Peking eingesetzt.

## Steuerung
Bei einem Zweirad wird normalerweise das Hinterrad angetrieben, während die Lenkung über das Vorderrad erfolgt. Bei einem Monowheel werden beide Aufgaben von einem Rad übernommen. Die Lenkung geschieht durch Gewichtsverlagerung des Fahrers zu einer Seite, wodurch sich das Monowheel zu dieser Seite neigt und eine Kurve fährt. Alternativ kann die Richtung durch Kontakt eines Fußes mit dem Boden beeinflusst werden. 

## Probleme
Bei zu starker Beschleunigung oder einer Bremsung besteht bei hohem Schwerpunkt die Gefahr, dass sich der Fahrer überschlägt. Außerdem kann das Rad die Sicht nach vorne beeinträchtigen.